# Campeonato Europeo de Natación de 1970
El XII Campeonato Europeo de Natación se celebró en Barcelona (España) entre el 5 y el 12 de septiembre de 1970 bajo la organización de la Liga Europea de Natación (LEN) y la Real Federación Española de Natación.
Se realizaron competiciones de natación, saltos y el torneo de waterpolo masculino. El evento tuvo como sede principal las Piscinas Picornell de la capital catalana, contando como sedes secundarias para la competición de waterpolo con la Piscina San Jorge de Barcelona y la Piscina Municipal de Sabadell.

## Resultados de natación

### Masculino
| Evento                   | Oro                                                                      | Plata                                                                              | Bronce                                                                     |
| ------------------------ | ------------------------------------------------------------------------ | ---------------------------------------------------------------------------------- | -------------------------------------------------------------------------- |
| 100 m libre              | Michel Rousseau Francia 52,9                                             | Roland Matthes RDA 53,5                                                            | Gueorgui Kulikov URSS 53,7                                                 |
| 200 m libre              | Hans Fassnacht RFA 1:55,2                                                | Gunnar Larsson · Suecia · 1:55,7                                                   | Gueorgui Kulikov URSS 1:56,6                                               |
| 400 m libre              | Gunnar Larsson · Suecia · 4:02,6                                         | Hans Fassnacht RFA 4:03,0                                                          | Santiago Esteva Escoda España 4:08,3                                       |
| 1500 m libre             | Hans Fassnacht RFA 16:19,9                                               | Werner Lampe RFA 16:25,6                                                           | Santiago Esteva Escoda España 16:35,7                                      |
| 100 m espalda            | Roland Matthes RDA 58,9                                                  | Santiago Esteva Escoda España 59,9                                                 | Bob Schoutsen · Países Bajos · 1:00,4                                      |
| 200 m espalda            | Roland Matthes RDA 2:08,8                                                | Santiago Esteva Escoda España 2:09,7                                               | Volker Werner RDA 2:11,5                                                   |
| 100 m braza              | Nikolai Pankin URSS 1:06,8                                               | Roger-Philippe Menu Francia 1:07,8                                                 | Rolf Klees RFA 1:08,1                                                      |
| 200 m braza              | Klaus Katzur RDA 2:26,0                                                  | Nikolai Pankin URSS 2:26,1                                                         | Walter Kusch RFA 2:28,2                                                    |
| 100 m mariposa           | Hans Lampe RFA 57,5                                                      | Udo Poser RDA 57,9                                                                 | Vladimir Nemshilov URSS 58,0                                               |
| 200 m mariposa           | Udo Poser RDA 2:08,0                                                     | Folkert Meeuw RFA 2:08,2                                                           | Hartmut Flöckner RDA 2:09,6                                                |
| 200 m cuatro estilos     | Gunnar Larsson · Suecia · 2:09,3                                         | Matthias Pechmann RDA 2:13,6                                                       | Hans Ljungberg · Suecia · 2:14,3                                           |
| 400 m cuatro estilos     | Gunnar Larsson · Suecia · 4:36,2                                         | Hans Fassnacht RFA 4:36,9                                                          | Matthias Pechmann RDA 4:40,6                                               |
| 4 × 100 m libre          | URSS Vladimir Bure Viktor Mazanov Gueorgui Kulikov Leonid Ilichov 3:32,3 | RFA Gerhard Schiller Rainer Jacob Folkert Meeuw Hans Fassnacht 3:34,1              | RDA Roland Matthes Lutz Unger Frank Seebald Udo Poser 3:34,4               |
| 4 × 200 m libre          | RFA Werner Lampe Olaf von Schilling Folkert Meeuw Hans Fassnacht 7:49,5  | URSS Gueorgui Kulikov Ahmed Anarbayev Aleksandr Samsonov Vladimir Bure 7:52,8      | RDA Lutz Unger Wilfried Hartung Roland Matthes Udo Poser 7:54,5            |
| 4 × 100 m cuatro estilos | RDA Roland Matthes Klaus Katzur Udo Poser Lutz Unger 3:54,4              | Francia Jean-Paul Berjeau Roger-Philippe Menu Alain Mosconi Michel Rousseau 3:57,6 | URSS Viktor Krasko Nikolai Pankin Vladimir Nemshilov Leonid Ilichov 3:58,0 |

### Femenino
| Evento                   | Oro                                                                             | Plata                                                                                              | Bronce                                                                                     |
| ------------------------ | ------------------------------------------------------------------------------- | -------------------------------------------------------------------------------------------------- | ------------------------------------------------------------------------------------------ |
| 100 m libre              | Gabriele Wetzko RDA 59,6                                                        | Mirjana Šegrt Yugoslavia 1:00,8                                                                    | Alex Jackson Reino Unido 1:00,8                                                            |
| 200 m libre              | Gabriele Wetzko RDA 2:08,2                                                      | Mirjana Šegrt Yugoslavia 2:11,0                                                                    | Yvonne Nieber RDA 2:12,8                                                                   |
| 400 m libre              | Elke Sehmisch RDA 4:32,9                                                        | Gunilla Jonsson · Suecia · 4:36,8                                                                  | Karin Tülling RDA 4:38,0                                                                   |
| 800 m libre              | Karin Neugebauer RDA 9:29,1                                                     | Linda de Boer · Países Bajos · 9:35,7                                                              | Novella Calligaris · Italia · 9:38,8                                                       |
| 100 m espalda            | Tinatin Lekveishvili URSS 1:07,8                                                | Andrea Gyarmati · Hungría · 1:07,9                                                                 | Cobie Buter · Países Bajos · 1:08,5                                                        |
| 200 m espalda            | Andrea Gyarmati · Hungría · 2:25,5                                              | Barbara Hofmeister RDA 2:26,6                                                                      | Tinatin Lekveishvili URSS 2:27,1                                                           |
| 100 m braza              | Galina Prozumenshchikova URSS 1:15,6                                            | Uta Frommater RFA 1:16,9                                                                           | Alla Grebennikova URSS 1:16,9                                                              |
| 200 m braza              | Galina Stepanova URSS 2:40,7                                                    | Alla Grebennikova URSS 2:43,5                                                                      | Dorothy Harrison Reino Unido 2:45,6                                                        |
| 100 m mariposa           | Andrea Gyarmati · Hungría · 1:05,0                                              | Helga Lindner RDA 1:05,6                                                                           | Edeltraud Koch RFA 1:05,8                                                                  |
| 200 m mariposa           | Helga Lindner RDA 2:20,2                                                        | Mirjana Šegrt Yugoslavia 2:24,5                                                                    | Evelyn Stolze RDA 2:25,6                                                                   |
| 200 m cuatro estilos     | Martina Grunert RDA 2:27,6                                                      | Evelyn Stolze RDA 2:29,3                                                                           | Shelagh Ratcliffe Reino Unido 2:29,6                                                       |
| 400 m cuatro estilos     | Evelyn Stolze RDA 5:07,9                                                        | Brigette Schuchardt RDA 5:18,3                                                                     | Shelagh Ratcliffe Reino Unido 5:19,6                                                       |
| 4 × 100 m libre          | RDA Gabriele Wetzko Iris Komar Elke Sehmisch Sabina Schulze 3:00,8              | Hungría · Andrea Gyarmati · Judit Turóczy · Edit Kovács · Magdolna Patóh · 3:02,7                  | Suecia · Elisabeth Berglund · Eva Andersson · Anita Zarnowiecki · Gunilla Jonsson · 3:07,4 |
| 4 × 100 m cuatro estilos | RDA Barbara Hofmeister Brigitte Schuchardt Helga Lindner Gabriele Wetzko 4:30,1 | URSS Tinatin Lekveishvili Galina Prozumenshchikova Valentina Tutayeva Tatiana Zolotnitskaya 4:31,3 | RFA Angelika Kraus Uta Frommater Heike Nagel Heidemarie Reineck 4:33,4                     |

### Medallero
| Núm. | País         | Oro | Plata | Bronce | Total |
| ---- | ------------ | --- | ----- | ------ | ----- |
| 1    | RDA          | 14  | 7     | 8      | 29    |
| 2    | URSS         | 5   | 4     | 6      | 15    |
| 3    | RFA          | 4   | 6     | 4      | 14    |
| 4    | Suecia       | 3   | 2     | 2      | 7     |
| 5    | Hungría      | 2   | 2     | 0      | 4     |
| 6    | Francia      | 1   | 2     | 0      | 3     |
| 7    | Yugoslavia   | 0   | 3     | 0      | 3     |
| 8    | España       | 0   | 2     | 2      | 4     |
| 9    | Países Bajos | 0   | 1     | 2      | 3     |
| 10   | Reino Unido  | 0   | 0     | 4      | 4     |
| 11   | Italia       | 0   | 0     | 1      | 1     |
|      | TOTAL        | 29  | 29    | 29     | 87    |

## Resultados de saltos

### Masculino
| Evento          | Oro                                    | Plata                                | Bronce                            |
| --------------- | -------------------------------------- | ------------------------------------ | --------------------------------- |
| Trampolín 3 m   | Franco Cagnotto · Italia · 555,21 pts. | Klaus Dibiasi · Italia · 534,72 pts. | Vladimir Vasin URSS 529,80 pts.   |
| Plataforma 10 m | Lothar Matthes RDA 454,74              | Klaus Dibiasi · Italia · 444,18      | Franco Cagnotto · Italia · 435,36 |

### Femenino
| Evento          | Oro                                   | Plata                          | Bronce                           |
| --------------- | ------------------------------------- | ------------------------------ | -------------------------------- |
| Trampolín 3 m   | Heidi Becker RDA 420,63 pts.          | Marina Janicke RDA 407,22 pts. | Tamara Safonova URSS 405,60 pts. |
| Plataforma 10 m | Milena Duchková Checoslovaquia 336,33 | Marina Janicke RDA 329,85      | Sylvia Fiedler RDA 322,26        |

### Medallero
| Núm. | País           | Oro | Plata | Bronce | Total |
| ---- | -------------- | --- | ----- | ------ | ----- |
| 1    | RDA            | 2   | 2     | 1      | 5     |
| 2    | Italia         | 1   | 2     | 1      | 4     |
| 3    | Checoslovaquia | 1   | 0     | 0      | 1     |
| 4    | URSS           | 0   | 0     | 2      | 2     |
|      | TOTAL          | 4   | 4     | 4      | 12    |

## Resultados de waterpolo
| Evento    | Oro  | Plata   | Bronce     |
| --------- | ---- | ------- | ---------- |
| Masculino | URSS | Hungría | Yugoslavia |

## Medallero total
| Núm. | País           | Oro | Plata | Bronce | Total |
| ---- | -------------- | --- | ----- | ------ | ----- |
| 1    | RDA            | 16  | 10    | 8      | 34    |
| 2    | URSS           | 6   | 4     | 8      | 18    |
| 3    | RFA            | 4   | 5     | 5      | 14    |
| 4    | Suecia         | 3   | 2     | 2      | 7     |
| 5    | Hungría        | 2   | 3     | 0      | 5     |
| 6    | Italia         | 1   | 2     | 2      | 5     |
| 7    | Francia        | 1   | 2     | 0      | 3     |
| 8    | Checoslovaquia | 1   | 0     | 0      | 1     |
| 9    | Yugoslavia     | 0   | 3     | 1      | 4     |
| 10   | España         | 0   | 2     | 2      | 4     |
| 11   | Países Bajos   | 0   | 1     | 2      | 3     |
| 12   | Reino Unido    | 0   | 0     | 4      | 4     |
|      | TOTAL          | 34  | 34    | 34     | 102   |